# 司禮大臣
司禮大臣（英語：Earl Marshal）是一個英格蘭的御前官職及頭銜。該職務在九名國務重臣中排名第八，僅次於宮廷長官而高於海軍大臣。司禮大臣一職自1672年創立以來均由歷代諾福克公爵以世襲制擔任。
司禮大臣原先與宮廷長官一同負責君主的馬匹和馬廄，以及相關的軍事行動。隨著騎士制度漸漸走向沒落及時代變更，司禮大臣的職權被逐漸削弱，並改為負責籌備包括英國君主加冕禮、國葬和國會開幕大典在內的大型國事儀式。司禮大臣同時也會兼任紋章院的負責人及高等騎士法院的唯一一名在任法官。
現任司禮大臣是第十八代諾福克公爵愛德華·菲茨蘭-霍華德，他在2002年6月其父去世後接任該職務。